# Botin
Sobrino de Botín er ifølge Guinness Rekordbog verdens ældste eksisterende restaurant og ligger på Cuchilleros 17 i Madrid, og er fra 1725.
Historien siger, at en ung Francisco Goya arbejdede der, mens han ventede på at komme ind på Real Academia de Bellas Artes de San Fernando.